# Любченко, Юрий Павлович
Юрий Павлович Любченко (7 февраля 1946 — 26 ноября 2013) — советский партийный и российский государственный деятель, первый мэр Батайска (1992—1997).

## Биография
Юрий Любченко родился 7 февраля 1946 года в Зеленокумске, Ставропольский край. Позже семья перебралась на Кубань. В 1969 году окончил Ростовский институт инженеров железнодорожного транспорта и получил направление на Батайский завод строительных конструкций. В 1979 году по направлению комитета партии завода Любченко возглавил промышленно-транспортный отдел горкома КПСС. Позже занял пост первого заместителя председателя горисполкома, после чего руководил инженерной службой областного объединения жилищно-коммунального хозяйства.
С января 1992 года по июнь 1997 года занимал должность главы городской администрации Батайска. За время работы Любченко была почти решена проблема с теплоснабжением, построены тоннели для центральных теплотрасс, капитально отремонтирована большая часть котельных. Налажено городское водоснабжение, продолжено решение вопроса канализации: проведены линии водовода и канализации из Ростова в Батайск, построены две линии канализации в восточной и западной частях Батайска. Проведён газопровод в западной части города. Дан старт строительству Северного микрорайона.
В 2008 году городская дума присвоила ему звание почётного гражданина Батайска.
В последние годы Любченко работал заместителем генерального директора — техническим директором ОАО «Ростовоблгаз».
Умер 26 ноября 2013 года.